# حزب العمال الإكوادوري
حزب العمال الإكوادوري (بالإسبانية: Partido de los Trabajadores del Ecuador) هو حزب شيوعي في الإكوادور. تم تشكيل الحزب في عام 1996 باعتباره انشقاقًا عن الحزب الشيوعي الماركسي اللينيني في الإكوادور . ينشر الحزب صحيفة فجر المتمردين. 

## روابط خارجية
- موقع الحزب